# Ratpenat de cua de beina d'ales llargues
El ratpenat de cua de beina d'ales llargues (Taphozous longimanus) és una espècie de ratpenat de la família dels embal·lonúrids que es troba a Bangladesh, Cambodja, l'Índia, Indonèsia, Malàisia, Myanmar, Sri Lanka i Tailàndia.